# Alte Kirche (Sankt Bartholomä)

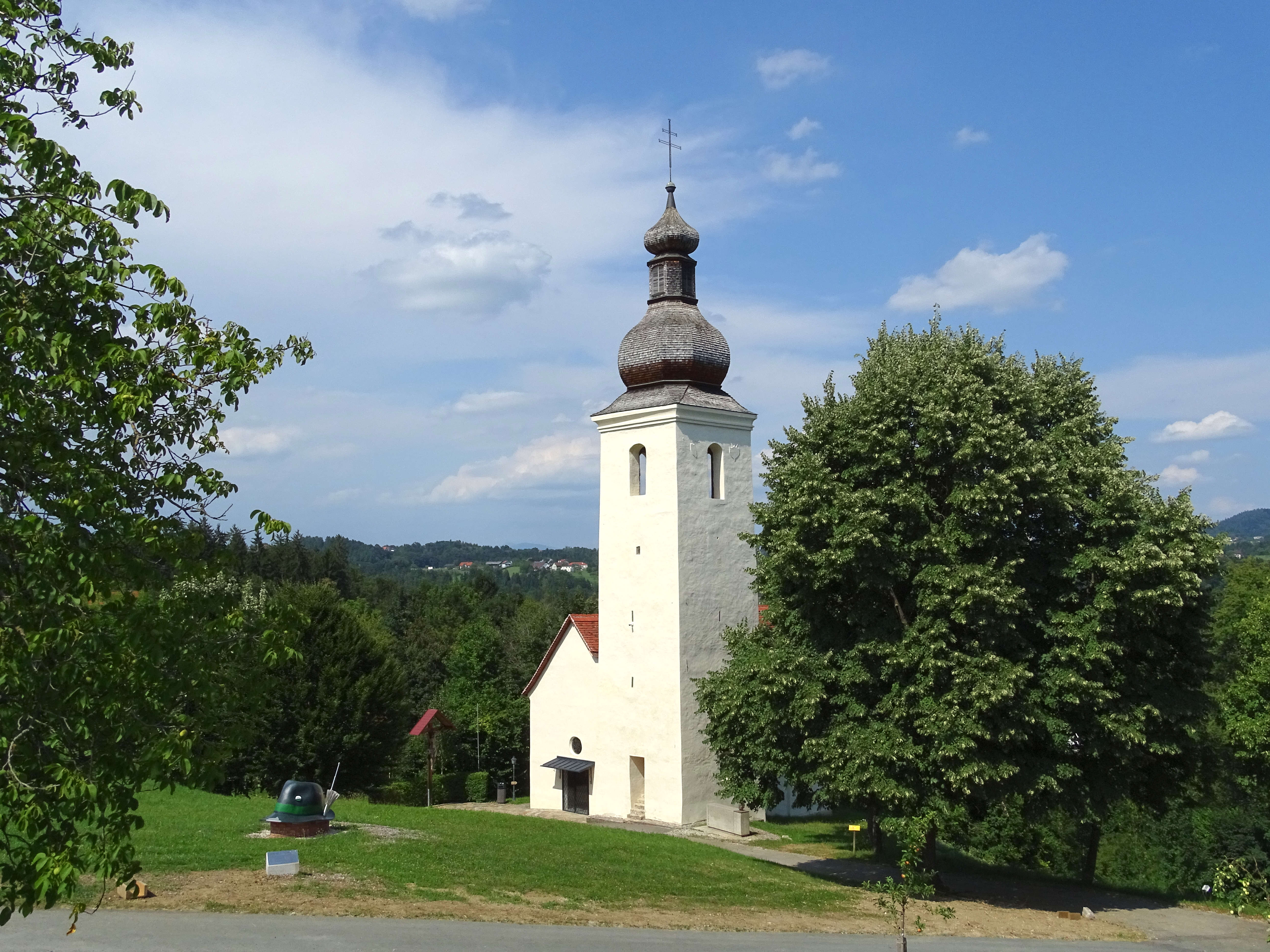
Blick von Südwesten auf die Alte Kirche nach der im Sommer 2023 erfolgten Außenrenovierung. Auf der Wiese links vor der Kirche steht die im Dezember 2023 enthüllte Figur LokalGlobal

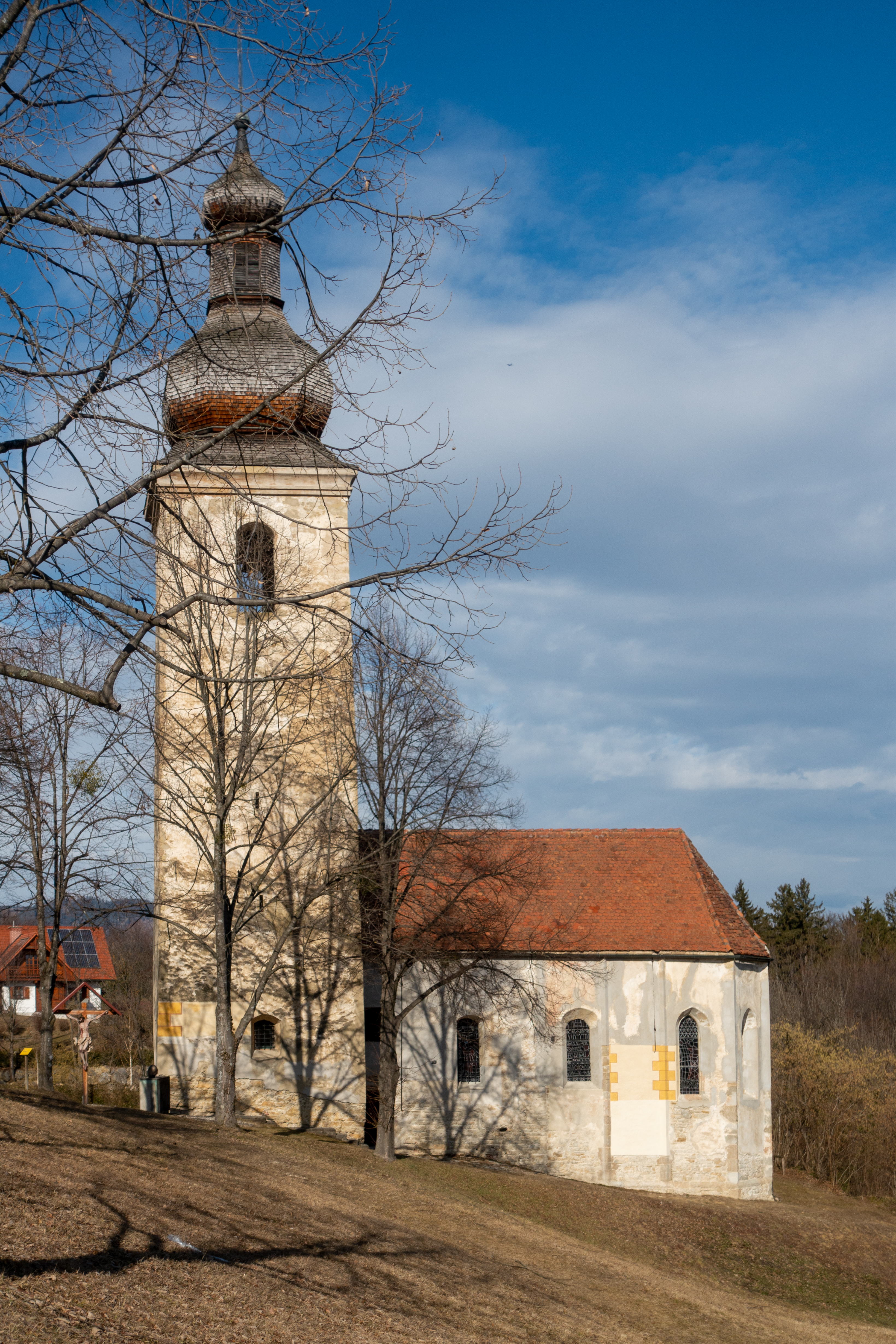
Alte Kirche – Südansicht im Februar 2022 mit einer später nicht verwirklichten Musterfläche für die Außenrenovierung

Die Alte Kirche ist die ehemalige römisch-katholische Pfarrkirche der in der Gemeinde Sankt Bartholomä in der Weststeiermark gelegenen Pfarre St. Bartholomä an der Lieboch. Patron der Kirche war der Apostel Bartholomäus. Sie wurde vermutlich um 1200 von den Herren zu Plankenwarth erbaut. Eine erste urkundliche Erwähnung ist jedoch erst für das Jahr 1319 belegt. Die Kirche unterstand seit ihrem Bau der steirischen Mutterpfarre Gratwein und war ab 1607 dem Stift Rein unterstellt. Trotz zuvor erfolgter Sicherungsarbeiten gab 1834 eine der Kirchenmauern nach und es entstand ein großer Riss im Mauerwerk. Deshalb entschloss die Gemeinde sich zum Bau einer neuen Pfarrkirche, der „neuen Kirche“, die 1867 geweiht wurde. Die Alte Kirche erhielt den Status einer Filialkirche, bis sie 2023 profaniert wurde. Nachdem die Kirche im 20. Jahrhundert dem Verfall überlassen war, organisierte der Politiker Hanns Koren ab 1975 eine Instandsetzung des Gebäudes.
Die Alte Kirche ist eine im Kern romanische und in der Mitte des 15. Jahrhunderts spätgotisch erweiterte Saalkirche. Ihr Kirchturm mit Zwiebeldach ist im Südosten an das Langhaus angebaut. Im Erdgeschoß des Turms ist mit der Korenstub’n eine Gedenkstätte an Hanns Koren eingerichtet. Die Kirchenausstattung, die nach der Weihe der neuen Pfarrkirche im Gebäude verblieb, verschwand im Laufe der Jahre größtenteils spurlos, nur das barocke Altarretabel des Hochaltars mit dem Altarbild sowie die Kanzel blieben erhalten. Die Innenwände sind mit Freskenresten aus dem 15. Jahrhundert geschmückt.
Die Alte Kirche wird als Ausgangspunkt für Prozessionen, als Aufbahrungshalle der Pfarre und als Konzert- und Veranstaltungsraum genutzt.

## Lage

Lage der alten und der neuen Pfarrkirche im Ortsgebiet von Sankt Bartholomä

Die Kirche steht im westlichen Teil der Gemeinde Sankt Bartholomä auf einer von zwei kleinen Gräben begrenzten Anhöhe an einem Abhang im Norden des Dorfes Sankt Bartholomä. Diese Anhöhe ist ein nach Osten, in Richtung Liebochbach verlaufender Ausläufer des zwischen Kreuzegg und dem Fuchskogel liegenden Hügelrückens. Die Kirche befindet sich auf einer Seehöhe von rund 475 Metern und liegt damit tiefer als der Ortskern und die neue Pfarrkirche. Zur Kirche führt der Alte Kirche Weg, der in westliche Richtung von der vom Liebochbach nach Sankt Bartholomä führenden St.-Bartholomä-Straße (L 316) abzweigt. Eine Zufahrt ist auch von der etwa 100 Meter südwestlich verlaufenden Lichteneggstraße sowie von der rund 125 Meter westlich liegenden Siedlungsstraße über geschotterte Wege möglich. Ursprünglich verlief der Fahrweg vom Liebochtal zum alten Pfarrhof an der Kirche vorbei.
Auf dem Kirchenvorplatz steht ein großes Kruzifix sowie eine von Alfred Schlosser geschaffene Büste Hanns Korens. Im Dezember 2023 wurde vor der Kirche ein weiteres Denkmal für Hanns Koren enthüllt. Aus 33 Einreichungen war die Arbeit LokalGlobal von Werner Reiterer ausgewählt worden.

## Geschichte

### Ursprünge und die Mutterpfarre Gratwein
Der Ort Sankt Bartholomä gehörte zum Pfarrsprengel der vermutlich schon im 9. Jahrhundert vom Erzbistum Salzburg als Mutterpfarre gegründeten Pfarre Gratwein, die allerdings erst 1136 erstmals urkundlich genannt wird. Da der Gratweiner Pfarrsprengel eine große Fläche umfasste, wurden bereits früh für die Seelsorge der Bevölkerung Kirchen mit eigenem Pfarrbezirk errichtet, die aber als Pfarrvikarien weiterhin der Mutterpfarre und deren Pfarrer unterstellt waren. Wann genau die Kirche in Sankt Bartholomä erbaut wurde, ist unklar. Wie die meisten der Gratweiner Kirchen dürfte auch sie von den dortigen Grundherren errichtet worden sein. In Sankt Bartholomä waren das die ab 1179 urkundlich nachweisbaren Herren zu Plankenwarth, die vermutlich um 1200 oder später die erste Kirche errichten ließen und um die Einsetzung eines Seelsorgers baten. Der Standort lag nahe der Gratweiner Pfarrgrenze, aber günstig an der Kreuzung mehrerer Verkehrswege. Am 2. April 1260 wollte der Salzburger Erzbischof Ulrich von Seckau die Mutterpfarre Gratwein zusammen mit allen ihr unterstellten Kirchen und Kapellen dem Stift Seckau übertragen. Zu der Übergabe kam es aber nicht und aus dem dazugehörigen Vertrag geht nicht hervor, welche Orte im Pfarrgebiet bereits über eine eigene Kirche verfügten. Es ist jedoch wahrscheinlich, dass zu dieser Zeit schon die meisten der späteren Pfarrkirchen bestanden.
Erstmals namentlich erwähnt sind ein Pfarrer und damit indirekt auch eine Kirche am 29. November 1319, als ein Friedrich plebanus in Lyboch in einer Urkunde des Stiftes Rein genannt wird. Die Pfarre selbst wird erstmals als parrochia Lyboch in einer Reiner Urkunde vom 23. April 1321 erwähnt. In den ältesten Quellen ist die Kirche nach dem Liebochbach benannt, während der Patroziniumheilige Bartholomäus erstmals 1373 erwähnt wird.

### 15. bis 18. Jahrhundert
Vermutlich in der Mitte des 15. Jahrhunderts, unter dem Pfarrer Andreas von Fürstenberg, wurde die Kirche durch den Anbau eines Chors und einer Sakristei erweitert. Dieser Zubau ist durch eine bis 1834 an der Kirchenwand angebrachte und in der Pfarrchronik dokumentierte Inschriftentafel belegt. Wahrscheinlich in der zweiten Hälfte des 15. Jahrhunderts wurde die flache Holzdecke im Kirchenschiff durch ein Netzgewölbe ersetzt. Im Jahr 1528 erfolgte eine Visitation der Kirche und der zugehörigen Pfarre.
Durch einen am 28. April 1607 vollzogenen Tausch, bei dem die Zisterzienser ihr Kloster in Friesach an den Salzburger Erzbischof Wolf Dietrich von Raitenau abgaben, gelangte die Hauptpfarre Gratwein zusammen mit ihren sieben Pfarrvikariaten an das Stift Rein. Dadurch kam auch die Kirche von Sankt Bartholomä in den Stiftsbesitz, und der im Mai 1603 eingesetzte Hans Khaindorffer war der letzte von der Diözese bestellte Pfarrer. Ab 1629 stellte das Stift die Pfarrer. Der Reiner Abt Matthias Gülger führte 1618 eine Visitation des neu erworbenen Pfarrgebietes durch, bei der er am 27. Oktober nach Sankt Bartholomä kam. Der Visitationsbericht nennt vier Altäre in der Pfarrkirche sowie einen kleinen Pranger am Friedhof zum Vollzug von Strafen bei geringfügigen Vergehen. Gülger befahl, den Pranger zu entfernen und durch ein Kreuz zu ersetzen.
In der zweiten Hälfte des 18. Jahrhunderts werden sowohl die Kirche als auch der Pfarrhof als in einem schlechten Bauzustand befindlich beschrieben. So wurde 1784/85 beim Pfarrhof eine Stützmauer aufgezogen, um ein Nachgeben der Mauern zum Friedhof hin zu verhindern. Zwischen 1789 und 1791 kam es zur Restauration und Neugestaltung des Innenraums der Kirche unter dem Pfarrer Robert Schwarz. Er ließ eine bisher vorhandene Trennmauer zwischen Langhaus und Chor entfernen und neue Fensteröffnungen ausbrechen. Auch die Sakristei wurde aufgestockt, um dort ein Oratorium unterzubringen. Die Errichtung von drei neuen Altären, der Kanzel sowie der Orgelempore stellten den Abschluss der Bauarbeiten dar. Durch Brandstiftung wurde am 1. September 1797 das Wirtschaftsgebäude schwer beschädigt, die Kirche blieb aber von dem Feuer verschont.

### Ab dem 19. Jahrhundert
Die Mauerbänke (auf dem Mauerwerk aufliegende Dachbalken) des Turmdaches sowie das Holz der Dachkonstruktion befanden sich 1819 in einem so schlechten Zustand, dass sie als einsturzgefährdet galten. Aus diesem Grund ließ der Reiner Abt Ludwig Crophius 1824 den Turm um ein Geschoß erhöhen und das bisherige Dach durch einen Zwiebelhelm mit Laterne ersetzen. Es wurde auch eine neue Turmuhr eingebaut. Durch Aushubarbeiten und die nahe an der Kirchenmauer gelegenen Gräber des Friedhofs gab 1834 eine der Kirchenmauern nach und es entstand ein großer Riss im Mauerwerk. Um einen Einsturz zu verhindern, wurden Anker eingezogen. Während der Sicherungsarbeiten äußerte Ludwig Crophius erstmals den Wunsch nach einem Kirchenneubau. Ein Grund für diesen Wunsch dürfte neben dem baulichen Zustand der Pfarrkirche auch gewesen sein, dass der Platz in der Kirche für die gewachsene Zahl von Gläubigen in der Pfarre nicht mehr ausreichte. Der Friedhof der Pfarre wurde 1838 von seinem bisherigen Standort rund um die Kirche auf die westlich davon gelegene Anhöhe verlegt. Mit einiger Verzögerung wurde schließlich von 1864 bis 1867 die neue Pfarrkirche auf einer Anhöhe südlich der alten errichtet.
Im Herbst 1867 wurde das aus fünf Glocken bestehende Geläut in den Kirchenneubau überstellt. Am 17. November 1867 weihte der Seckauer Fürstbischof Johann Baptist Zwerger die neue Pfarrkirche. Die Feier begann mit einem Frühgottesdienst in der jetzt alten Pfarrkirche, bevor es zum Einzug in die neue Pfarrkirche und zur Weihe kam. Die Gottesdienste in den nachfolgenden Tagen wurden zunächst weiter in der alten Pfarrkirche gehalten. Erst am ersten Adventssonntag 1867 wurde das Allerheiligste in die neue Pfarrkirche übertragen.
Die alte Pfarrkirche wurde zu einer Filialkirche und nur mehr zu Ostern als Heiliges Grab genutzt. Ein Großteil der Ausstattung verblieb zunächst in der Kirche, verschwand aber im Laufe der Jahre spurlos. Im Spätsommer 1933 stürzte die Orgelempore ein und zerstörte einen Teil der Kirchenbänke. Sie wurde bis Ende November desselben Jahres vollständig abgetragen. Durch das löchrige Dach drang immer wieder Regenwasser in das Kircheninnere und legte alte Fresken frei. In den folgenden Jahren kamen wiederholt Wünsche zu einer Umgestaltung des alten und mittlerweile funktionslosen Kirchengebäudes auf. So gab es Pläne für den Umbau zu einem Kinosaal oder zu einer Freilichtbühne, die aber nie ausgeführt wurden.
Im Jahr 1966 wurden der Zwiebelhelm und das Gesims am Kirchturm erneuert, wobei das alte Ziffernblatt der Turmuhr teilweise zerstört wurde. Im selben Jahr stürzte die westliche Mauer des Langhauses ein und zerstörte einen Teil des Gewölbes. Ab 1975 organisierte der Volkskundler und Landtagspräsident Hanns Koren, der in der Pfarre Sankt Bartholomä seine Wahlheimat fand, die Sicherung und Renovierung der Kirche. Für die Planungsarbeiten der Sanierung zeichnete der Architekt Gerhard Lojen verantwortlich. Im Rahmen der Renovierungsarbeiten wurde die eingestürzte Westwand neu aufgebaut und der fehlende Teil des Gewölbes durch eine flache Holzdecke ersetzt. Ein Ziegelpflaster wurde gelegt und eiserne Anker zur Sicherung der Wände wurden eingezogen. Ferner wurden neue Türen und Fenster eingebaut. Die so renovierte Kirche wurde am 20. November 1976 als Kulturstätte feierlich eröffnet. Profaniert wurde sie erst im August 2023.
Ein Blitzschlag im Sommer 1988 verursachte einen Brand im Turm und zerstörte den Helm, der 1989 wiederhergestellt wurde. Im Erdgeschoß des Turmes wurde mit der „Korenstub’n“ eine Dauerausstellung zu Ehren Hanns Korens eingerichtet. Seit der Renovierung dient die Kirche als Aufbahrungshalle und Konzert- und Veranstaltungsraum. Sie ist des Weiteren Ausgangspunkt für Prozessionen zu Mariä Lichtmess, am Palmsonntag und zu Erntedank.

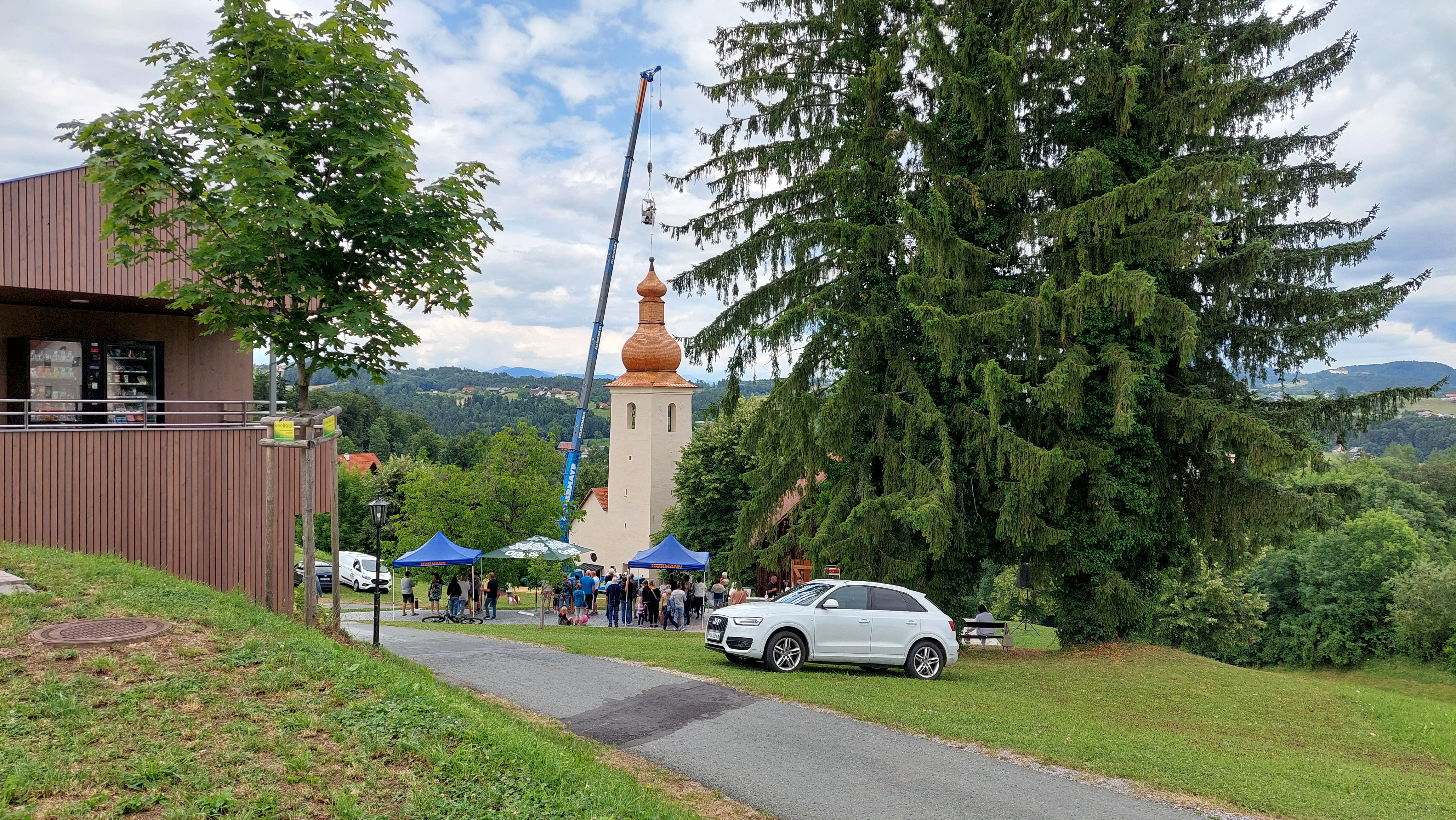
Montage das sanierten Zwiebelhelms

Ab Pfingsten 2023 wurde die Kirche durch die Gemeinde außen großflächig renoviert. Dabei wurde auch ein neuer Kalkputz aufgezogen. Am 20. September 2024 erhielt die Alte Kirche die Auszeichnung Steirisches Wahrzeichen, die für vorbildliche und vom Land Steiermark geförderte Revitalisierung eines historisch bedeutsamen Bauwerks verliehen wird. Um den Zwiebelhelm zu sanieren und die Schindeln auszutauschen, wurde er Ende April 2025 mit einem Kran vom Turm gehoben und am 11. Juli wieder aufgesetzt. Im Laufe des Jahres 2025 soll die Alte Kirche auch in den Besitz der Gemeinde Sankt Bartholomä übergehen.

## Architektur
Das Gebäude ist eine im Kern romanische und nachträglich spätgotisch erweiterte einschiffige Saalkirche mit einem hohen Kirchturm. Sie ist nach Nordosten ausgerichtet und hat eine im Norden an den Chor angebaute Sakristei mit Oratorium. Im Südosten ist der Kirchturm an das Langhaus angebaut. Das gesamte Bauwerk steht unter Denkmalschutz (Listeneintrag).

### Außenbeschreibung
Die Außenwände der Kirche sind einfach gehalten, glatt verputzt und werden mit Lisenen sowie durch Fenster und Türen gegliedert. Die nördliche Wand des Langhauses wird von einem einfachen Strebepfeiler gestützt. Das Kirchenschiff ist außen 20,8 Meter lang und hat ein Satteldach, das wie das Walmdach des Chors und das Schleppdach der Sakristei mit Ziegeln gedeckt ist. Durch ein an der Westseite des Langhauses gelegenes Portal gelangt man in das Kircheninnere. Das Portal wird durch ein blechernes Pultdach vor der Witterung geschützt. Über dem Pultdach befindet sich eine runde Fensteröffnung. Die Südseite des Langhauses, neben dem Kirchturm, hat eine rundbogige Tür und darüber ein rechteckiges, vergittertes Fenster. Durch ein vergittertes Rundbogenfenster gelangt an der Südseite Licht in das Innere des Langhauses. An der Südseite ist außerdem ein vermauertes romanisches Fenster zu erkennen. An die Außenmauer des Chors wurden zur Verstärkung der Mauer Lisenen aus Naturstein gesetzt. Der Chor hat im Chorschluss drei spitzbogige und an der südlichen Mauer ein rundbogiges Fenster; der Übergang vom Langhaus zum Chor ist an der Außenseite durch diese Fenster und die Lisenen erkennbar. Ein viertes Fenster im Chorschluss wurde beim Aufstellen des Hochaltars vermauert, da er es verdeckte. Es ist aber noch im Putz der Außenmauer zu erkennen.
An die südwestliche Ecke des Kirchenschiffs ist der spätgotische Kirchturm angebaut. Er hat ein mit Holzschindeln gedecktes Zwiebeldach mit einer Laterne. Das Dach endet in einer Turmkugel mit darauf aufgesetztem doppelbalkigen Kreuz. Eine über vier Stufen erreichbare Tür führt an der Westseite in das gewölbte Erdgeschoß. Auch die Ostseite hat eine Tür. Im Erdgeschoß gelangt durch je ein vergittertes Rundbogenfenster auf der Süd- und Ostseite Licht in das Turminnere; an der West-, Süd- und Ostseite sind es auf Höhe der oberen Geschoße jeweils zwei rechteckige Lichtschlitze. In den Laibungen der Fenster haben sich aus dem ersten Viertel des 16. Jahrhunderts stammende ornamentale Rankenmalereien erhalten. Die Glockenstube im Geschoß unter dem Dach hat auf jeder Turmseite ein rundbogiges Fenster. Links und rechts des südlichen Fensters sind zwei Wappen angebracht, die an die Umbauten im Jahr 1824 erinnern. Eines mit Stab und Kreuz zeigt die Jahreszahl des Umbaus und auf dem anderen mit Stab und Inful steht die Inschrift „Ludwig Crophius Prälat zu Rein“. Unterhalb der Glockenstube ist an der Nord- und Südseite das verblasste Ziffernblatt der 1824 eingebauten Turmuhr zu erkennen.
Die schmale Sakristei ist an die Nordmauer des Chores angebaut. Durch eine rundbogige Tür an der Westseite gelangt man in das Innere. Über der Tür befindet sich im Giebel des Daches eine runde Wandöffnung. Die Sakristei hat im Erdgeschoß an der Ostseite ein vergittertes Rechteckfenster, auf Höhe des Oratoriums ist es an der Ostseite ein und an der Nordseite sind es zwei rechteckige vergitterte Fenster.
An der südlichen Kirchenmauer lassen sich beim östlichen Langhausfenster Reste eines spätgotischen Freskos mit einer Darstellung des heiligen Christophorus erkennen.
Auf dem Kirchenvorplatz steht ein großes Kruzifix.

### Innenbeschreibung
Das einschiffige und dreijochige romanische Langhaus ist innen 10,5 Meter lang und 5,8 Meter breit. Vom Kirchenportal führen sechs Stufen zum niedriger gelegenen Boden des Langhauses. Dieses wurde ursprünglich vollständig von einem auf Halbrunddiensten ruhenden Sternrippengewölbe aus der zweiten Hälfte des 15. Jahrhunderts überspannt. Den einzigen erhaltenen runden Schlussstein ziert ein Wappen mit schräg nach innen verlaufenden Strichen. Bei den beiden westlichen Jochen stürzte das Gewölbe aber 1966 ein und wurde durch eine flache Holzdecke ersetzt, die auf Höhe der ursprünglichen romanischen Flachdecke liegt. Im westlichsten Joch befand sich die 1933 eingestürzte und daher nicht mehr erhaltene Orgelempore. Diese hatte eine in der Mitte nach vorn gewölbte und mit Pilastern gegliederte Brüstung. An der südlichen Mauer des Langhauses sind die Reste eines romanischen Fensters erkennbar.
Der einjochige spätgotische Chor mit Fünfachtelschluss ist innen 7,5 Meter lang und 5 Meter breit. Er ist zum Langhaus leicht eingezogen und die nördliche Mauer ist rund 0,8 Meter nach innen versetzt. Der Chor hat ein Kreuzrippengewölbe mit runden schmucklosen Schlusssteinen, das teilweise auf kleinen Konsolen aufsitzt oder gebündelt in der Mauer endet. In der südöstlichen Ecke des Chorschlusses befindet sich eine kleine, mit einem Gitter verschlossene Mauernische.
Die tonnengewölbte Sakristei ist an die nördliche Seite des Chores angebaut und mit ihm durch eine Tür verbunden. Durch eine weitere Tür ist von der Sakristei aus die Kanzel zugänglich. Im über der Sakristei gelegenen Oratorium geben zwei halbrunde Wandöffnungen den Blick in den Chor und auf den Hochaltar frei.

## Ausstattung

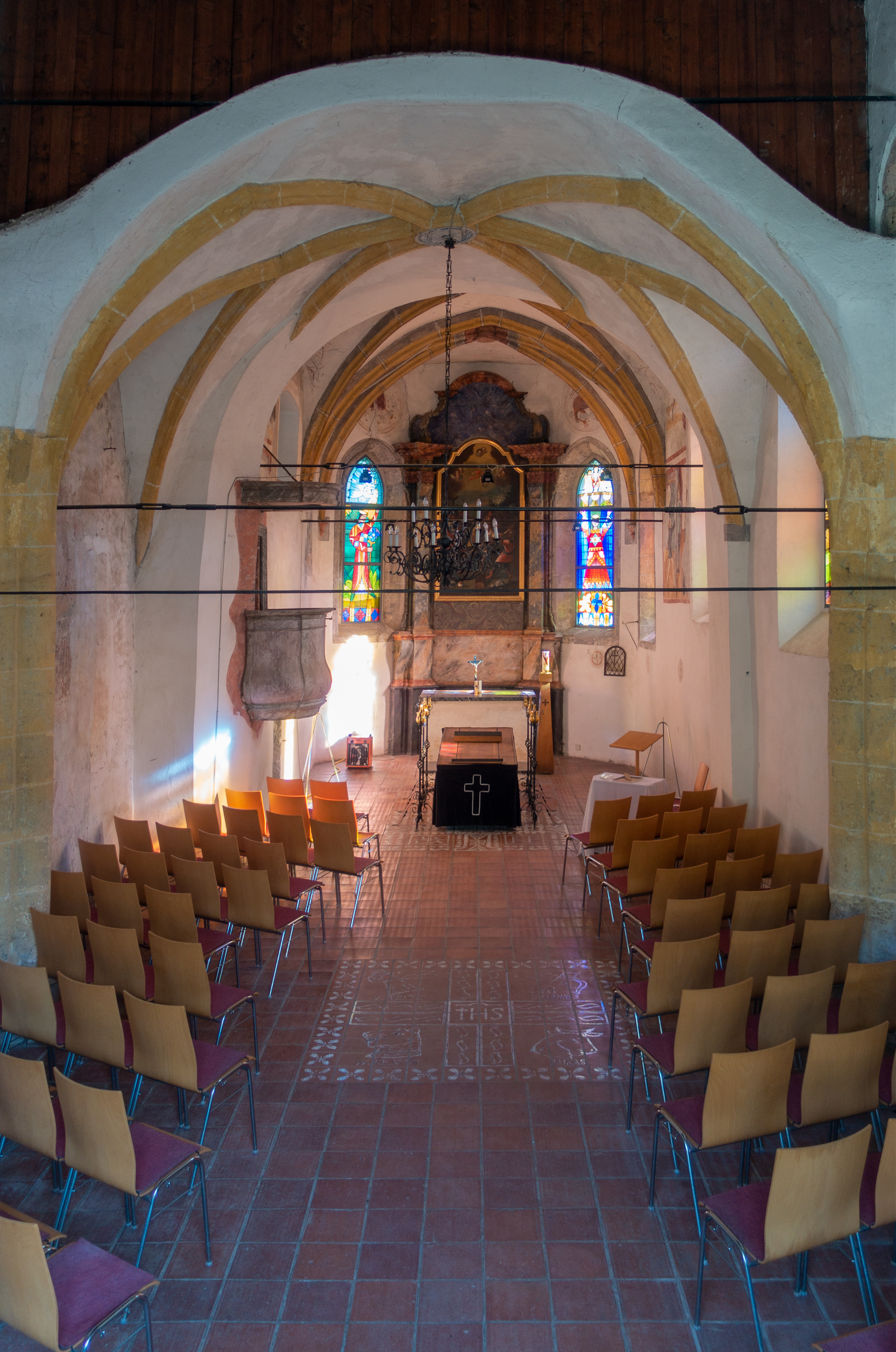
Der Innenraum der Alten Kirche im Februar 2022

Ein Großteil der Ausstattung stammt aus dem 18. Jahrhundert. Viele Gegenstände verblieben nach der Weihe der neuen Pfarrkirche 1867 im Kirchenbau, verschwanden aber im Laufe der Jahre spurlos. Sie sind teilweise jedoch durch Aufzeichnungen und Fotos dokumentiert.

### Chorbereich
Von dem ursprünglichen, in der ersten Hälfte des 18. Jahrhunderts aufgestellten barocken Hochaltar ist nur der an die Wand angebaute Altaraufbau mit dem aus derselben Zeit stammenden Altarbild erhalten. Der Aufbau wurde vermutlich von dem Stallhofener Tischler Bonnholzer geschaffen und von dem Voitsberger Maler Moshardt farbig gefasst. Das Bild blieb erhalten, da es zwischenzeitlich in den Pfarrhof gebracht worden war. Es ist ein von zwei Pilastern und gekröpftem Gesims gerahmtes Ölgemälde, auf dem das Martyrium des heiligen Bartholomäus dargestellt ist. Vor dem Hintergrund einer Stadt ist Bartholomäus an einen Holzpfahl gebunden und wird von zwei Schinderknechten gehäutet. Auf der linken Seite beobachtet der armenische Adelige Astyages mit seinen Soldaten das Geschehen. Im Himmel über Bartholomäus sind Engelsköpfe zu sehen und ein Engel schwebt mit einem Lorbeerkranz als Symbol für das ewige Leben in der Hand herab. Den oberen Abschluss des Altars in der Altarkrone bildete die figürliche Darstellung der Dreifaltigkeit. Sie bestand aus den Statuen Gottvaters mit einer Weltkugel und einem Zepter und Jesu mit einem Kreuz sowie einer Taube zwischen den beiden Figuren als Symbol des Heiligen Geistes. Auf dem Altartisch des Hochaltars stand das 1791 von Bonnholzer geschaffene, vergoldete und mit Darstellung von betenden Engeln verzierte Tabernakel. Es hatte zwei mit Türen verschließbare Nischen für die Aufbewahrung des Allerheiligsten in einem Ziborium und der Monstranz.
An der Wand zu beiden Seiten des Hochaltars standen ursprünglich zwei Heiligenfiguren auf Konsolen, von denen eine einen Bischof darstellte. Die Kanzel wurde in der ersten Hälfte des 18. Jahrhunderts vermutlich ebenfalls vom Tischler Bonnholzer gefertigt und an der nördlichen Chormauer aufgestellt. Sie ist erhalten, hat aber ihren ursprünglichen Schmuck verloren. So war ihre Brüstung mit vergoldeten Rosetten verziert und an der Unterseite des Schalldeckels war eine Heiliggeisttaube angebracht. Auf der Oberseite des Schalldeckels stand eine Engelsfigur. Alle Figuren im Chorbereich hatte der Tiroler Bildhauer Engelhard gefertigt.
An den Wänden des Chors hatten sich gotische Fresken aus der Zeit um 1480 erhalten, die aber teilweise durch nachträgliche bauliche Änderungen am Chor zerstört wurden. Sie wurden übermalt, kamen jedoch durch eindringendes Regenwasser wieder zum Vorschein. An der Wand über den Chorfenstern sind die vier Evangelistensymbole aufgemalt, wobei der geflügelte Mensch als Symbol für Matthäus vom Retabel des Hochaltars verdeckt wird. Das Fresko an der Nordwand des Chors, über der Sakristeitür, zeigt eine Darstellung des Goldenen Kalbs auf einer Säule mit davor knienden Menschen. Daneben ist Mose dargestellt, der von Gott die beiden Tafeln mit den Zehn Geboten erhält. Auf einem zweiten Bildabschnitt sind ein Kind und ein Mensch mit erhobenen Händen zu erkennen. Der Rest des Freskos wurde beim Einbau der Kanzel zerstört. Das Fresko an der nördlichen Seite des Chorschlusses zeigt den von mehreren Engeln umgebenen Jesus und unterhalb der nachträglich ausgebrochenen Wandöffnung zum Oratorium sind zwei Füße sowie eine Frau mit Korb zu erkennen. Das Fresko an der südlichen Chormauer zeigt mehrere Darstellungen. Im Hauptteil ist eine Frau zu sehen, zu der sich ein Mann mit einem Geldbeutel und einer über ihm aufgemalten Teufelsfigur gesellt. In der zweiten Bildhälfte sitzt ein Mann vor einem Tisch, vor dem zwei Männer mit Teufelsfiguren stehen. Am unteren Teil des Freskos kann man noch einen Kopf sowie einen durch eine Tür fliehenden Mann erkennen, auf dem vor der Tür bereits ein anderer Mann wartet. Weiters sind mehrere Weihekreuze an die Chormauer aufgemalt.
Die Fenster gestaltete bei der Instandsetzung ab 1975 Rudolf Poitner. Sie zeigen die Legende des Apostels Bartholomäus.

### Langhaus
Am Übergang vom Langhaus zum Chor waren zwei aus dem 18. Jahrhundert stammende Seitenaltäre aufgestellt, deren Aufbauten vermutlich der Tischler Bonnholzer fertigte und der Maler Moshardt fasste. Jeder der Altäre hatte ein von zwei Engelsfiguren flankiertes, in den Sockel des Aufbaues eingebautes Tabernakel. Die Hauptnische der Altäre wurde von zwei Säulen mit Kapitellen und verkröpftem Gesims und einem Lambrequin, einer Zierblende, gerahmt. Die Altarkrone war mit Wolken und Strahlen verziert. Der linke Seitenaltar war der Marienaltar. In seiner Hauptnische stand eine Figur der Maria mit dem Jesuskind auf dem Arm. An ihrer Seite standen Figuren der Eltern von Maria, der heiligen Anna und des heiligen Joachims, die auf ihre Tochter zeigten. In der Hauptnische des rechten Seitenaltars stand eine Figur des heiligen Florian als Soldat mit Fahne und einem Wasserkübel, mit dem er eine brennende Kirche löscht. Er wurde von einer Darstellung des heiligen Ludwigs sowie einer unbekannten Frauenfigur begleitet. Wie die Figuren am Hochaltar, so stammten auch jene auf den Seitenaltären aus der Tiroler Werkstätte des Bildhauers Engelhard.
An den Wänden des Langhauses hingen zwölf 1820 vom Maler Schiffer senior gemalte Kreuzwegbilder. Auch ein 1817 angeschafftes Heiliges Grab stand im Langhaus. Die alten Kirchenbänke hatte 1791 ein Tischler aus Graz geliefert. Der Einsturz der Empore im Jahr 1933 zerstörte sie teilweise. Als Ersatz stehen neuzeitlich einfache Sessel in der Kirche. Die Orgel baute 1860 Friedrich Werner. Sie stand auf der Empore und hatte ein mit Girlanden geschmücktes Gehäuse. Wahrscheinlich wurde sie beim Einsturz der Orgelempore 1933 zerstört. Das 1975/1976 eingebaute Ziegelpflaster ist mit den vier Evangelistensymbolen verziert.
Wie im Chor, so haben sich auch im Langhaus gotische Fresken erhalten. Sie waren ebenfalls übermalt und wurden durch eindringendes Regenwasser wieder freigelegt. Die Fresken im Langhaus sind aber älter und stammen wahrscheinlich aus der Zeit um 1400. Das große Fresko an der nördlichen Wand lässt zwei Darstellungen von Heiligen erkennen. Sie sind aber zu verblasst, um sie identifizieren zu können.

## Glocken
Im Kirchturm hängt eine Stahlglocke; sie wurde um 1860 von BVG-Mayer & Kühne in Bochum gegossen und 1991 vom Schloss Sonneck überstellt. Das erste dokumentierte Geläut der Kirche bestand aus zwei Glocken. Die älteste und größte dieser Glocken war 1696 von Florentin Streckfuß gegossen worden. Die zweite Glocke war ein Werk Salesius Feltls aus dem Jahr 1794. Das Geläut wurde 1833 um zwei kleinere, von Johannes Feltl in Graz gegossene Glocken ergänzt. Da die Pfarrbevölkerung aber mit der geringen Größe der Glocken unzufrieden war, kaufte der Pfarrer Gregor Mitterer 1834 eine fünfte große Glocke mit einem Gewicht von 1465 Pfund. Das gesamte Geläut wurde im Herbst 1867 in die neue Pfarrkirche überstellt. 1870 und 1881 wurden die Glocken teilweise abgenommen und ein- oder umgeschmolzen.

## Wappen
Das am 15. August 1984 verliehene und von Leopold Klimacsek im Rahmen eines Wettbewerbs entworfene Gemeindewappen nimmt Bezug auf die beiden Kirchen von Sankt Bartholomä. Die Blasonierung lautet: „In Rot ein goldenes Kreuz, der rechte Balken von einem goldenen Doppelbalkenkreuz unterlegt.“ Die beiden Kreuze stehen für die alte und die neue Pfarrkirche.

## Nutzung
Die Alte Kirche ist trotz ihrer Profanierung noch immer Ausgangspunkt für die Prozessionen zu Mariä Lichtmess, am Palmsonntag und zu Erntedank. Seit der Renovierung 1976 dient die Kirche als Aufbahrungshalle und Konzert- und Veranstaltungsraum für die Gemeinde. So war sie unter anderem einer der Konzertorte für das Kammermusikfestival.
Im Erdgeschoß des Kirchturms ist die sogenannte Korenstub’n eingerichtet, eine Gedenkstätte an Hanns Koren. In ihr befindet sich eine ständige Ausstellung, die sich mit dem Leben Korens beschäftigt und persönliche Gegenstände aus seinem Nachlass zeigt. Die Korenstub’n kann zu den Amtszeiten der Gemeinde besucht werden, da der Schlüssel für die Tür beim Gemeindeamt aufliegt.
Seit Dezember 2023 steht die Kirche auch im Mittelpunkt des Barthlmäer Advents, eines Adventsmarkts.